# Стокгольмский университет
Стокгольмский университет (швед. Stockholms universitet) — государственный исследовательский университет в Стокгольме, Швеция, основанный как колледж в 1878 году, имеющий статус университета с 1960 года. В нём обучается более 33 000 студентов на четырёх различных факультетах: юридическом, гуманитарном, социальных и естественных науках. Это один из крупнейших университетов в Скандинавии.
Стокгольмский университет получил статус университета в 1960 году, что сделало его четвёртым старейшим университетом Швеции. Как и в случае с другими государственными университетами Швеции, миссия Стокгольмского университета включает преподавание и исследования, ориентированные на общество в целом.
В университете обучается более 50 тысяч студентов, работает 5 тысяч сотрудников и около 2 тысяч аспирантов.

## История
Существует с 1878 года как университетский колледж (Stockholm högskola). Знаменит тем, что в 1889 году кафедру математики получила Софья Ковалевская, третья женщина-профессор в Европе. С 1904 года колледж стал официально присваивать степени, а с 1960 года получил статус университета. Действуют четыре факультета. Большинство учреждений университета с 1970 года находятся в районе Фрескати, к северу от центра города (станция метро Universitetet).

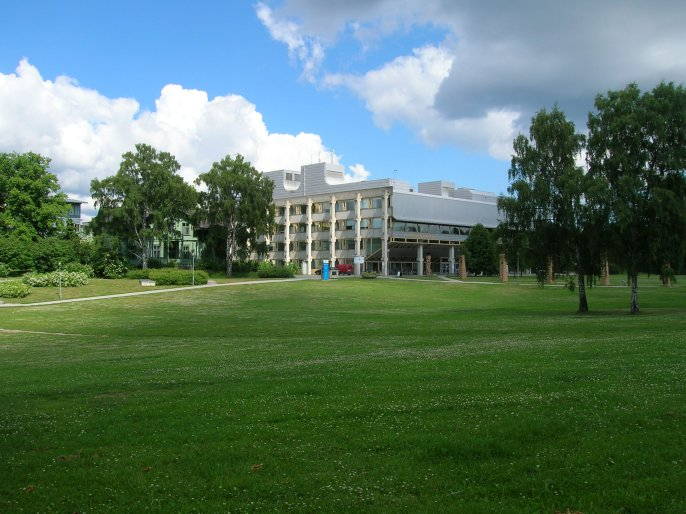
Лаборатория имени Аррениуса

## Учреждения
- Лаборатории: морская, гляциологическая, по изучению фауны моря, этологии, ботаники
- Центр морских исследований
- Ботанический сад
- Центр междисциплинарных изучений окружающей среды
- Стокгольмская обсерватория
- Сальтшёбаденская обсерватория

## Знаменитые преподаватели и выпускники
- Карл Асплунд, поэт

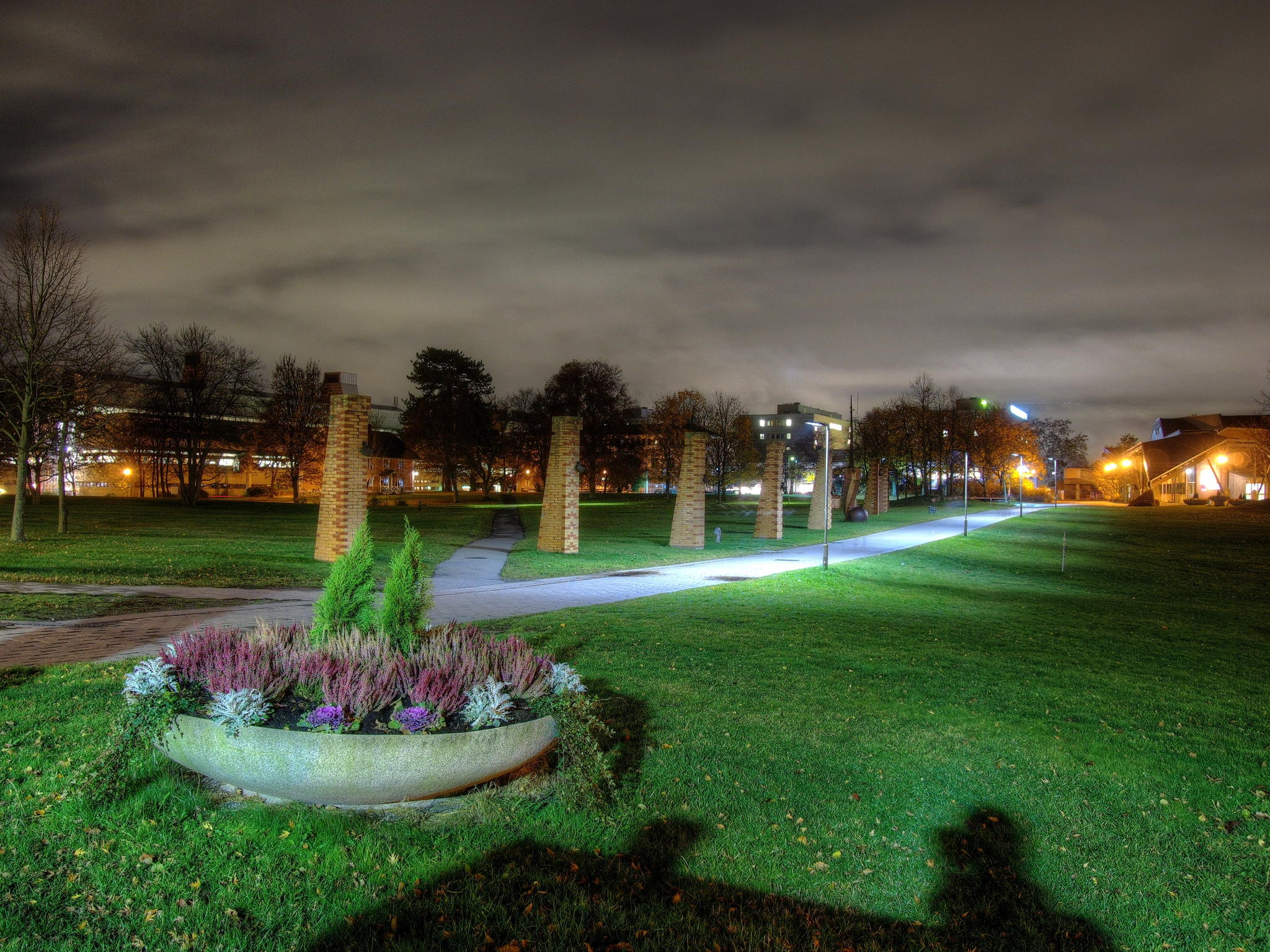
На территории кампуса Фраскати

- Берт Болин, метеоролог, председатель МГЭИК.
- Софья Ковалевская, русский математик и механик
- Сванте Аррениус, физико-химик, нобелевский лауреат
- Ингмар Бергман, режиссёр театра и кино, сценарист, писатель
- Мария Ланг — писательница
- Эстен Даль, лингвист
- Даг Хаммаршельд, второй Генеральный секретарь ООН
- Принцесса Мадлен, дочь Карла XVI Густава и королевы Сильвии
- Улоф Пальме, политик, дважды премьер-министр Швеции
- Андреас Папандреу, греческий государственный деятель
- Арба Кокалари, первый депутат Европарламента албанского происхождения
- Якоб Далин, шведский теле- и радиоведущий, поэт и переводчик, шоумен.